# Soul Generation
「Soul Generation」（ソウルジェネレーション）は、森川美穂の27枚目のシングル。1998年2月11日にTOSHIBA-EMI/TM FACTORYから発売された。

## 概要
- 「Soul Generation」はTBS『藤井流』エンディングテーマ曲。
- 表題曲、C/W「二人で…II」(ジャケットは「二人は…II」になっている)共にR&B色が強い楽曲。

## 収録曲
1. Soul Generation [4:48]
作詞・作曲：樋口了一　編曲：石山新次郎
2. 二人で…II [4:51]
作詞・作曲：渡辺信平　編曲：中村哲
3. Soul Generation（オリジナル・カラオケ）[4:48]